# شيكاغو بي دي
شيكاغو بي دي (بالإنجليزية: Chicago P.D.)‏ هي مسلسل تلفزيوني درامي إجرائي للشرطة الأمريكية تم بثه على شبكة هيئة الإذاعة الوطنية منذ 8 يناير 2014.

## روابط خارجية
- شيكاغو بي دي على موقع IMDb (الإنجليزية)
- شيكاغو بي دي على موقع ميتاكريتيك (الإنجليزية)
- شيكاغو بي دي على موقع روتن توميتوز (الإنجليزية)
- شيكاغو بي دي على موقع كينوبويسك (الروسية)
- شيكاغو بي دي على موقع ألو سيني (الفرنسية)
- شيكاغو بي دي على موقع قاعدة بيانات الفيلم (الإنجليزية)